# Vetocracia
Vetocracia es una denominación peyorativa para describir un sistema político caracterizado por la capacidad de uno, varios o incluso todos sus agentes, para impedir alguna, varias o todas las decisiones políticas, es decir, ejercer el veto; tanto si esa modalidad de votación existe formalmente, como si es el mero resultado, coyuntural o estructural del equilibrio de poderes (entre distintas instituciones o entre distintos componentes de la misma institución -por ejemplo, distintos partidos políticos-).
Más que una forma de gobierno es percibido como el resultado de ciertas disfunciones de los sistemas democráticos, que permiten que se dé la situación en que ninguna entidad por sí misma pueda adquirir suficiente poder político como para tomar decisiones y realizar de forma eficaz su función o sus propósitos. La excesiva capacidad o voluntad de ejercer ese poder de veto dentro de un gobierno u otra institución política pueden conducir a una pérdida de confianza de sus miembros, así como a la del conjunto de la ciudadanía, y afectar al propio fundamento del ejercicio de la soberanía en los sistemas representativos. La obtención de una mayoría absoluta en el parlamento y la identificación con ella del partido gobernante, parecería una situación menos propicia a la vetocracia que otras situaciones (gobiernos de coalición, atomización de las minorías parlamentarias, existencia de partidos bisagra), pero incluso en esos casos se producen, a pesar de que la existencia de sistemas de representación mayoritaria (habitualmente resultantes en sistemas bipartidistas donde obtener una mayoría absoluta es más probable).
Se han encontrado limitaciones vetocráticas (e incluso se han interpretado éstas como causas de sus problemas o caídas) en los Artículos de la Confederación (uno de los textos legislativos fundacionales de Estados Unidos, 15 de noviembre de 1777), los Estados Confederados de América (uno de los bandos de la guerra de secesión estadounidense, 1861-1865), la Sociedad de Naciones (que fracasó en su intento de mantener la paz en las relaciones internacionales del periodo de entreguerras, 1918-1939), el Consejo de Seguridad de las Naciones Unidas (desde 1945, con cinco miembros permanentes con derecho al veto: Estados Unidos, Reino Unido, Francia, China y Unión Soviética -actualmente Rusia-) y el funcionamiento de la Unión Europea. Thomas Friedman y Moisés Naím han utilizado los términos "vetocracia" y "vetocrático" para identificar la crisis, descrita por Francis Fukuyama, a la que se enfrentó Estados Unidos en octubre de 2013 (cierre del gobierno).